# Larry Watts
Larry L. Watts (n. 1956) este un istoric american care se ocupǎ în mod special de istoria României în perioada comunistă.

## Studii
A absolvit cu master Universitătile din Washington, Seattle și UCLA. A obținut un doctorat la Umea University din Suedia.

## Activitatea în România
Legăturile lui Larry Watts cu România sunt vechi, ele datează înainte de 1989, fapt care reiese din pașaportul sau eliberat la 16 martie 1984 de Ambasada Americană de la București. În 1989, în timpul revoluției din România, era consultant al Corporației RAND (Research ANd Development), un think tank (grup de expertiză) cu puternice legături cu Pentagonul.
Între 1990 și 1991, a condus Biroul IREX (International Research & Exchanges Board) din București.
A înființat fundația Centrul Regional PER (Project on Ethnic Relation) pentru Europa Centrală, de Est și de Sud-Est și a fost Senior Consultant al PER și director al Biroului PER din România, până în 1997.
Din 1990, a fost consilier în probleme de reformă democrată și control asupra instituțiilor statului și s-a ocupat de înființarea Colegiului Național de Apărare și a „Consiliului pentru Minorități Naționale“.
Între 2001 și 2004, a activat în calitate de consultant pentru reforma sectorului de securitate pe lângă consilierul prezidențial pentru securitate națională din România, Ioan Talpeș.[nefuncțională]

## Publicații
- Ferește-mă, Doamne, de prieteni - Războiul clandestin al blocului sovietic cu România (titlu original:  „With Friends Like These... The Soviet Bloc’s Clandestine War Against Romania”), prefață de Ioan Talpeș, traducere Alex Cosmescu,[5] Editura RAO, București, 2011 [6][7][8]Recenzie Mediterranean Quarterly
- Cei dintâi vor fi cei din urmă. România și sfârșitul Războiului Rece, 2013 [9][10][11]